# Qmusic Limburg
Qmusic Limburg is een radiozender in de Nederlandse provincie Limburg. Het is een samenwerkingsverband tussen Qmusic en Bartelet Holding Maastricht B.V., eigenaar van Radio Limburg.
Qmusic had in de provincie Limburg geen FM-frequenties. Middels een constructie kon Qmusic tussen 1 juni 2014 en 31 augustus 2017 in deze provincie uitzenden op een frequentiepakket dat eigenlijk bedoeld is voor een regionale radiozender. Voorheen zond RadioNL hierop uit. 20 uur per dag werd de landelijke variant van Qmusic uitgezonden en tussen 9.00 en 13.00 uur een regionaal programma, dat werd geproduceerd door Qmusic Nederland, maar een andere presentator had. Tussen 9.00 en 10.00 uur wordt net als op de landelijke variant Het Foute Uur uitgezonden. Bedrijven uit de provincie kunnen hun favoriete foute nummers aanvragen. Het programma tussen 10.00 en 13.00 uur werd aanvankelijk gepresenteerd door Joep Roelofsen, maar dit stokje werd op 4 augustus 2014 overgenomen door Jules van Hest.
Op 30 december 2016 werd in de Staatscourant bekendgemaakt dat er per 1 september 2017 op commerciële regionale frequenties geen doorgifte of semi-doorgifte meer wordt toegestaan van landelijke commerciële omroepen. Daarom begon Qmusic Limburg op 1 september 2017 met een nieuwe programmering. Jules van Hest werd geprogrammeerd van 07.00 tot 09.00 uur. Het Foute Uur van 09.00 tot 10.00 uur bleef, maar daarnaast werd er een Foute Uur uitgezonden van 18.00 tot 19.00 uur. Van 10.00 tot 18.00 uur en van 19.00 tot 07.00 uur was non-stop muziek te horen.
Vanaf 8 januari 2018 presenteert Daniël Smulders de ochtendshow op Qmusic Limburg. Inmiddels is het 2e Foute Uur tussen 18.00 en 19.00 uur komen te vervallen, waardoor van 10.00 tot 07.00 uur non-stop muziek te horen is.